# Psychiatrisch centrum Sleidinge

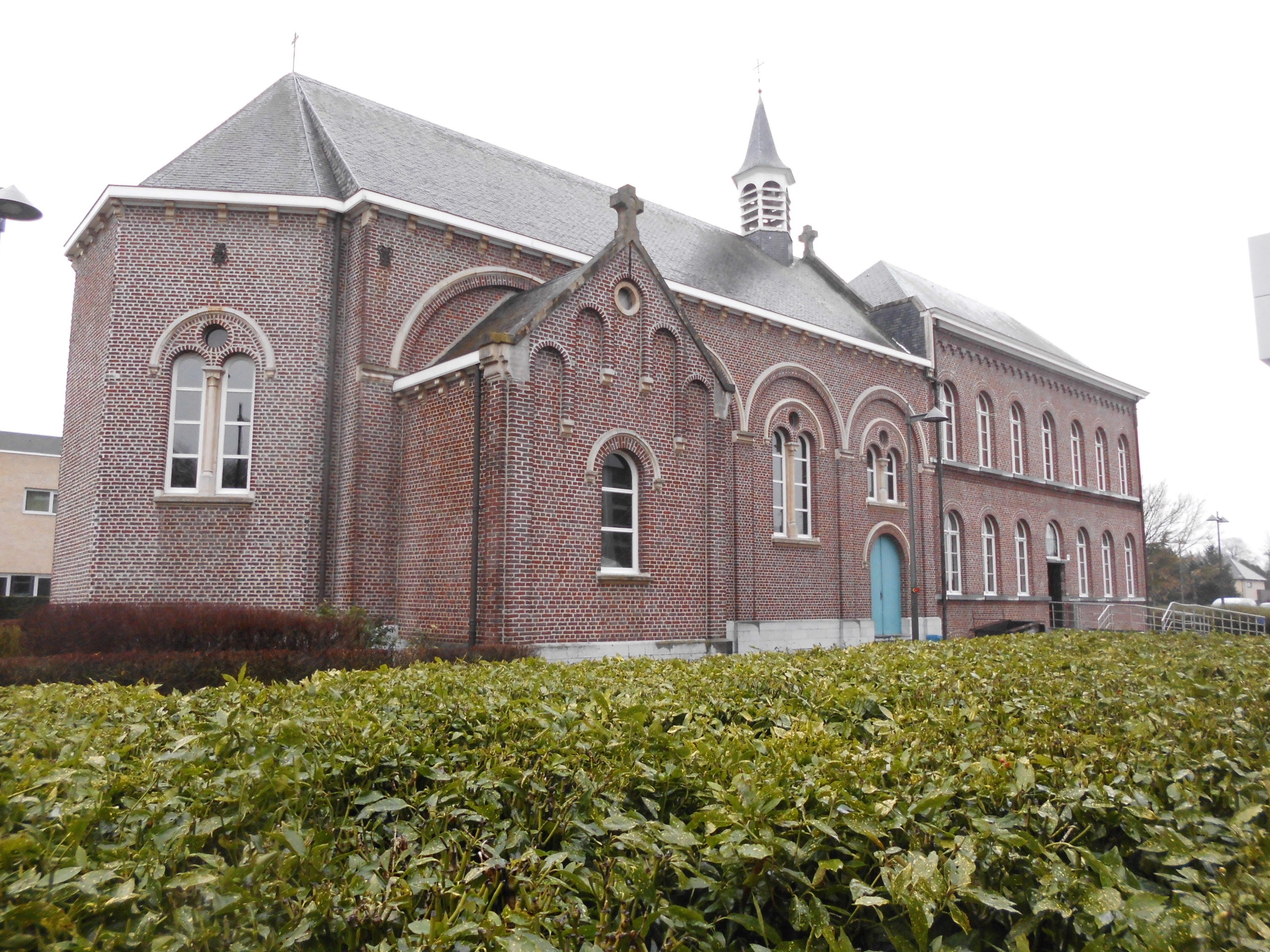
Kapel Mater Dei

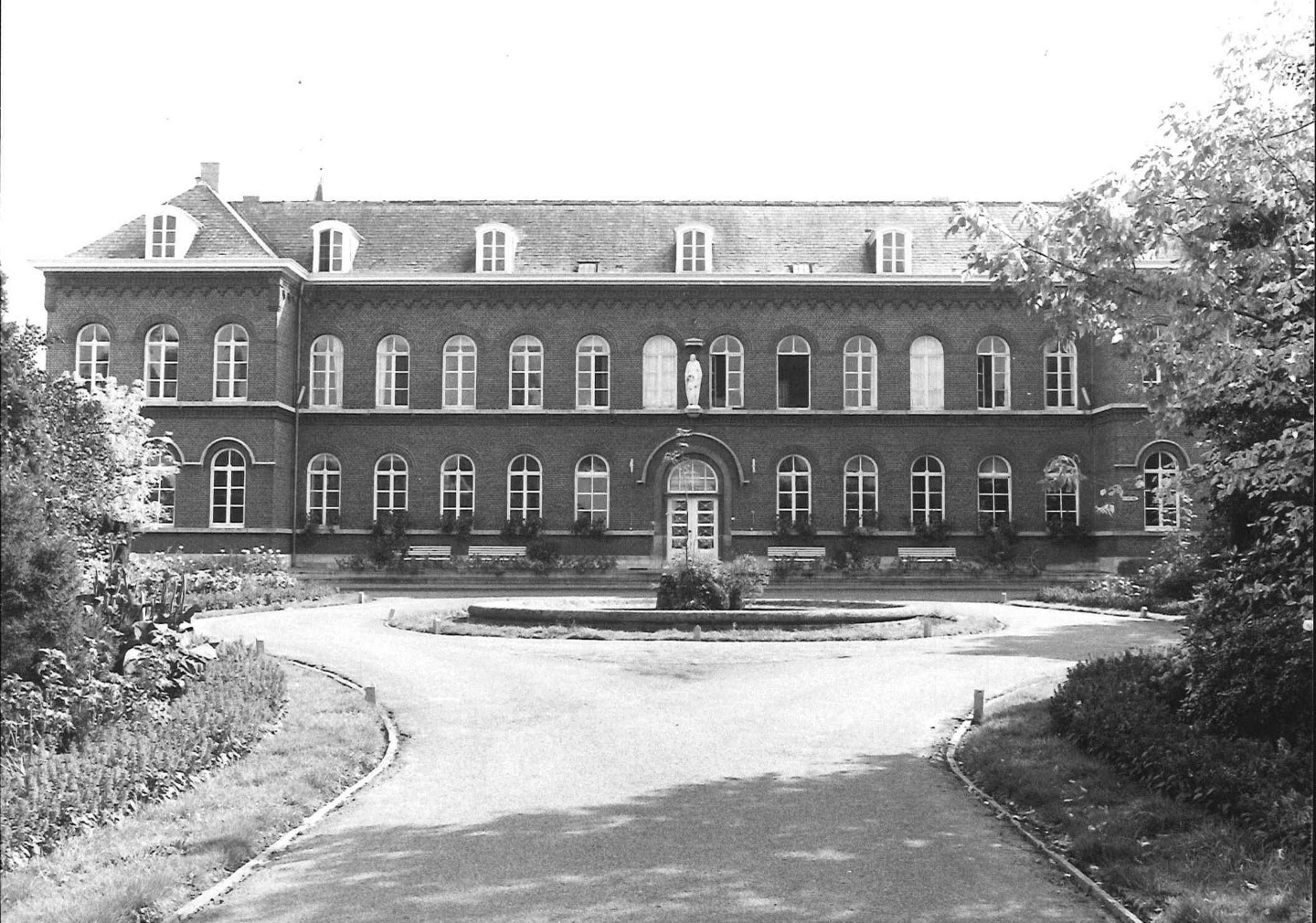
Sint-Jozefinstituut

Het Psychiatrisch centrum Sleidinge is een psychiatrisch ziekenhuis in de Belgische plaats Sleidinge (provincie Oost-Vlaanderen), dat zijn oorsprong vindt in het Sint-Jozefinstituut (voor mannen) en het Maison Saint-Sebastien voor vrouwen.

## Geschiedenis
Aan Weststraat 135 werd in 1882 door de Hospitaalbroeders van Sint-Johannes de Deo het Sint-Jozefinstituut voor mannen opgericht. Het kwam op de plaats van het kasteeltje van de familie de Seille. Het instituut kwam in 1884 onder leiding van de arts A. Ruyssen te staan, en in 1892 werd er de Kneippkuur toegepast. Sindsdien werd het de Waterkuurinrichting voor heren genoemd.
In 1888 werd ook het Watergesticht voor Dames gestart, ook Maison Saint-Sebastien genaamd, gelegen aan Weegse 2. Dit stond eveneens onder leiding van A. Ruyssen en ook hier werd sinds 1889 de Kneippkuur toegepast. Dit instituut werd geleid door de Dochters van het Kind Jezus. In 1950 werd het instituut voortgezet als Geneeskundig Instituut Mater Dei.
In 1989 fuseerden Sint-Jozef en Mater Dei tot Psychiatrische Centra Sleidinge. Dit fuseerde op zijn beurt in 2012 met het Psychiatrisch Centrum Sint-Jan de Deo te Gent, waarop het Psychiatrisch Centrum Gent-Sleidinge werd gevormd. Het betreft uiteraard moderne psychiatrische ziekenhuizen die niet meer op de Kneippkuur zijn gebaseerd. 

## Gebouwen
Het hoofdgebouw van het Sint-Jozefinstituut, van 1882, werd in sobere neoromaanse stijl uitgevoerd. Het werd in 1950 en 1963 uitgebreid. Ook de kapel, die haaks op het hoofdgebouw staat, is in neoromaanse stijl. De glas-in-loodramen in de kapel, van 1869, zijn mogelijk nog uit het kasteeltje afkomstig. In de tuin vindt men een Lourdesgrot van 1875.
Ook het vrouweninstituut, in H-vorm opgetrokken, is in neoromaanse stijl opgetrokken.